# جوان هاكيت
جوان هاكيت (بالإنجليزية: Joan Hackett)‏ (و. 1934 – 1983 م) هي ممثلة مسرحية، وممثلة تلفزيونية، وممثلة أفلام أمريكية، توفيت عن عمر يناهز 49 عاماً، بسبب سرطان، وسرطان المبيض.

## جوائز وترشيحات
حصلت على جوائز منها:
جوائز
- جائزة المسرح العالمي (1961)

ترشيحات
- جائزة الأوسكار لأفضل ممثلة مساعدة (1981)

ترشحت لـ:
- جائزة الأوسكار لأفضل ممثلة مساعدة، عن عمل: Only When I Laugh (film) [الإنجليزية]‏ (1981).

## وصلات خارجية
- جوان هاكيت على موقع IMDb (الإنجليزية)
- جوان هاكيت على موقع ألو سيني (الفرنسية)
- جوان هاكيت على موقع تيرنر كلاسيك موفيز (الإنجليزية)
- جوان هاكيت على موقع أول موفي (الإنجليزية)
- جوان هاكيت على موقع قاعدة بيانات برودواي على الإنترنت (الإنجليزية)
- جوان هاكيت على موقع قاعدة بيانات الأفلام السويدية (السويدية)
- جوان هاكيت على موقع إن إن دي بي (الإنجليزية)
- جوان هاكيت على موقع قاعدة بيانات الفيلم (الإنجليزية)
- جوان هاكيت على موقع كينوبويسك (الروسية)